# Прапор Кочетка
Пра́пор Кочетка́ — один з офіційних символів смт Кочеток, Чугуївський район Харківської області, затверджений 19 березня 2014 р. рішенням сесії Кочетоцької селищної ради.

## Опис
На прямокутному малиновому полотнищі з співвідношенням сторін 2:3, що має зелену облямівку в 1/30 ширини прапора, в верхньому древковому куті на зеленому щитку герб селища.